# 辰巳正明
辰巳 正明（たつみ まさあき、1945年〈昭和20年〉 - ）は、日本の日本文学者、國學院大學名誉教授。専攻は日本上代文学、東アジア比較文化研究。

## 経歴
1945年、北海道富良野市で生まれた。二松学舎大学国文科で学び卒業。成城大学大学院に進み、1976年に博士課程を満期退学。
修了後は、大東文化大学講師となった。後に助教授、教授昇格。1995年、学位論文『万葉集と中国文学』を成城大学に提出して文学博士の学位を取得。2000年、國學院大學文学部教授に就いた。2014年から2017年まで、南開大学客座教授。2015年に國學院大學を退任し、名誉教授となった。2021年からは國學院大學客員教授を務めている。2024年より國學院大學140周年記念『万葉集正義』の編集委員長を務めている。

### 委員・役員ほか
- 國學院大學140周年記念万葉集正義編集委員会委員長
- 北京日本学研究中心専家(大学院生指導)

## 受賞・栄典
- 1985年：『人麻呂の挽歌』の業績により、第2回上代文学会賞を受賞。
- 2018年：『東アジアを視点とする古代和歌・詩の本質の解明』で第６回日本学賞を受賞。

## 著作
著書
- 『万葉集と中国文学』笠間書院 1987
  - 中国語訳版『万叶集與中国文学』武漢出版社 1997
- 『長屋王とその時代』新典社(叢刊・日本の文学) 1990
- 『万葉集と中国文学　第二』笠間書院 1993
- 『悲劇の宰相長屋王：古代の文学サロンと政治』講談社選書メチエ 1994
- 『万葉集と比較詩学』おうふう 1997
- 『詩の起原 東アジア文化圏の恋愛詩』笠間書院 2000
- 『万葉集に会いたい。』笠間書院 2001
- 『詩霊論 人はなぜ詩に感動するのか』笠間書院 2004
- 『短歌学入門 万葉集から始まる〈短歌革新〉の歴史』笠間書院 2005
- 『折口信夫 東アジア文化と日本学の成立』笠間書院 2007
- 『歌垣 恋歌の奇祭をたずねて』新典社新書 2009
- 『万葉集の歴史 日本人が歌によって築いた原初のヒストリー』笠間書院 2011
- 『山上憶良』笠間書院(コレクション日本歌人選) 2011
- 『韓国語版　短歌学入門』韓国JNC出版 2011
- 『懐風藻全注釈』笠間書院 2012
- 『王梵志詩集注釈 敦煌出土の仏教詩を読む』笠間書院 2015
- 『懐風藻：古代日本漢詩を読む』新典社 2019
- 『令和から読む万葉集』新典社 2019
- 『大伴旅人：「令和」を開いた万葉集の歌人』新典社 2020
- 『新訂増補　懐風藻全注釈』花鳥社 2021
- 『東歌を読む　「歌路」の理論から読み解く東国の歌謡』新典社 2022
- 『奈良朝詩学研究　万葉集の系統発生と個体発生』新典社 2022

編著・共著・監修
- 『懐風藻漢字索引』新典社 1978
- 『万葉集歌人集成』講談社 1990
- 『悲劇の宰相・長屋王邸を掘る』山川出版 1992
- 『万葉集辞典』武蔵野書院 1993

- 『懐風藻 漢字文化圏の中の日本古代漢詩』笠間書院(上代文学会研究叢書) 2000
- 『東アジア圏における対面歌唱システムに関する形成過程の研究』國學院大學特別推進研究助成報告書 2005
- 『懐風藻 日本的自然観はどのように成立したか』笠間書院 2008
- 『郷歌 注解と研究』新典社選書 2008
- 『東アジア圏の歌垣と歌掛けの基礎的研究』科研基盤研究B報告書 2009
- 『古事記歌謡注釈 歌謡の理論から読み解く古代歌謡の全貌』新典社 2014
- 『「万葉集」と東アジア：古代文学と隣接諸学』竹林舎 2017
- 國學院大學140周年記念万葉集正義編集委員会編『万葉集正義　第一』八木書店2024
- 國學院大學140周年記念万葉集正義編集委員会編『万葉集正義　第二』八木書店2025

その他
「新元号のメッセージ」『朝日新聞』令和元年4月2日朝刊
校歌作詞
北海道富良野市立樹海学校（2022年4月開校）